# Paul Aubriot
Paul Aubriot (Jules Paul Aubriot), né le 30 juillet 1873 dans le 17e arrondissement de Paris et mort le 16 février 1959 dans le 16e arrondissement de Paris, est un homme politique et syndicaliste français. 
En 1909, à 36 ans, il devient le cinquième secrétaire général de la Fédération des employés CGT et le demeure durant dix ans. Élu député socialiste SFIO en 1910 et 1914, sur une liste socialiste dissidente en 1919 et sur la liste du Cartel des gauches en 1924, il représente le département de la Seine de 1910 à 1928.

## Biographie
Il est d'origine savoyarde par sa mère, née à Saint-Cergues, et lorraine par son père. Étudiant à la Sorbonne, il adhère aux Étudiants collectivistes, puis s'affilie au Parti ouvrier socialiste révolutionnaire (POSR) dans le 15e arrondissement de Paris. Il devient alors secrétaire général de la Fédération des syndicats d'employés affiliés à la CGT. Plus tard, il adhère à une loge maçonnique affiliée au Grand Orient de France. Lorsque survient l'affaire Dreyfus, il se lance dans la campagne pour la révision du procès. Il entre alors en contact avec la Ligue française pour la défense des droits de l'homme et du citoyen. Dans le même temps, il ne cesse de militer au Parti socialiste SFIO, où il entre lors de l'unité avec les Allemanistes. En 1908, il est délégué au congrès de Toulouse. 
En 1910, il est à nouveau au congrès de Nîmes, où il est élu à la Commission administrative permanente (CAP) du parti. Lors du congrès suivant, en 1911, à Saint-Quentin, il est accusé d'avoir défendu au parlement quatre ouvriers des PTT, exclus de leur syndicat pour ne pas avoir fait leur devoir durant la grève des postiers. Aubriot est à nouveau présent au congrès de Lyon, en 1912. À ce moment, il est depuis dix ans déjà rédacteur du Ralliement des employés et c'est en 1909 qu'il est devenu secrétaire général de la Fédération des syndicats d'employés CGT. Il le restera durant dix ans.
Par trois fois, il est candidat malheureux aux élections municipales à Paris : en 1900, dans le quartier Necker, sous l'étiquette du POSR ; en 1904, dans le quartier de Grenelle, sous l'étiquette du Parti socialiste français ; en 1908, comme socialiste SFIO.
En revanche, en 1910, il devient député, mandat qu'il conserve en 1914. Il est alors également au secrétariat de la Ligue des droits de l'homme.
L'année même où il devient pour la première fois député, il fonde, dans le cadre des Universités populaires, une Société d'éducation civique. Il est encore le conseiller des ouvriers qui fondent, boulevard de Grenelle, une imprimerie coopérative, l'Émancipatrice.
En août 1914, il est mobilisé à Nantes, mais il est rappelé bientôt comme membre de la commission du Budget. Il est également délégué à la commission interparlementaire des Armements.
Aubriot est encore secrétaire du groupe parlementaire du Parti socialiste. Contre la minorité du parti et son organe, Le Populaire, il participe au lancement et à la vie d'un hebdomadaire, L'Action socialiste. Après le conseil national de mai 1917, qui vote l'adhésion à la conférence de Stockholm, convoquée par les Soviets et les Hollando-Scandinaves, il se range parmi les quarante députés qui protestent et lancent La France libre. Lors du congrès socialiste qui suit, à Paris, il encourt un blâme pour avoir voté, malgré la décision du congrès précédent, les crédits militaires demandés par le gouvernement.
Peu après, la fédération de la Seine ayant décidé de ne pas représenter quelques-uns de ses éléments indisciplinés, Aubriot se solidarise avec eux et quitte le Parti sous le prétexte que l'un de ses candidats vient d'être condamné à mort par un tribunal de guerre pour son action en faveur de la Russie bolchevique. Candidat sur une liste socialiste dissidente, Aubriot est élu député. 
Il est alors l'un des fondateurs du Parti socialiste français et, au parlement, s'inscrit au groupe des Républicains-socialistes et socialistes-français. Cette scission n'a que peu de répercussions sur le Parti socialiste. En 1924, Aubriot est réélu sur la liste du Cartel des gauches.
Au moment de la Seconde Guerre mondiale, il se réfugie à Pau jusqu'à la Libération.

## Source
- Dictionnaire biographique du mouvement ouvrier français, Les Éditions de l'Atelier, 1997
- « Paul Aubriot », dans le Dictionnaire des parlementaires français (1889-1940), sous la direction de Jean Jolly, PUF, 1960 [détail de l’édition]